# Carl August Rathjens
Carl August Rathjens (auch Carl Rathjens senior) (* 10. März 1887 in Elmshorn/Schleswig-Holstein; † 29. Juli 1966 in Hamburg) war ein deutscher Geograph, der besonders Südarabien und dort den Jemen bereiste.

## Biographie
Der Vater von Carl August Rathjens war Ernst Marcus Hinrich Rathjens, geboren 1837 in Kiel. Er war der uneheliche Sohn eines Hofbesitzers aus Bossee und einer Magd. Der Vater erkannte das Kind als seines an und ermöglichte dem Sohn eine Ausbildung zum Lehrer. Die Mutter von Carl August Rathjens war Marie Sophie Mohr, 1858 in Elmshorn geboren, die verwandt mit den Inhabern der Blockschmiede Mohr war, die noch heute in Horst besteht. Ihre Mitgift machte es möglich, dass der Sohn studieren konnte.
Nach dem Besuch der Oberrealschule studierte Rathjens ab 1906 Geographie und Zoologie in Kiel, Berlin und München. 1911 promovierte er bei Erich von Drygalski mit der Arbeit „Beiträge zur Landeskunde von Abessinien“. Bereits als Student bereiste er Abessinien (das heutige Äthiopien), bei einem weiteren Aufenthalt erforschte er die dortigen jüdischen Kulturen. Im Jahr seiner Promotion heiratete Rathjens in Berlin die von dort stammende Rosalie Anna Ursula Streichert (1885–1969). Das Ehepaar bekam vier Kinder, zwei Töchter und zwei Söhne, darunter Carl Rathjens (1914–1994), späterer Geomorphologe, Eiszeitalter-, Hochgebirgsforscher und besonderer Kenner des Orients, vor allem Afghanistans. 1920 wurden die Eheleute geschieden. Gemeinsam mit Hermann von Wissmann unternahm er 1925 eine Reise nach Lappland, wo sie mit einem Faltboot in der Tundra unterwegs waren, um die Oberflächenformen der Eisböden zu studieren. Anschließend wollten die beiden Männer Saudi-Arabien besuchen, doch wurde ihnen die Einreise verweigert, woraufhin sie nach Bur Sudan und von dort aus in den Jemen weiterreisten. Dort führten sie umfangreiche landeskundliche, zoologische und botanische Arbeiten durch, die ihnen zu großem Ansehen bei jemenitischen Regierung und weiteren Amtsträgern verhalfen. In späteren Jahren war Rathjens als Wirtschaftsberater für die Regierung tätig. Auch setzte er sich für die Gründung eines Jeminitischen Museums in Sanaa ein.
Von 1911 bis 1921 war Rathjens nach einer kurzen Tätigkeit am Zoologischen Staatsinstitut in München am Hamburger Kolonialinstitut und bis zu seiner Entlassung aus politischen Gründen 1933 am Weltwirtschaftsarchiv tätig. Nachdem er von seiner vierten großen Forschungsreise 1937/1938 in den Orient nach Deutschland zurückgekehrt war, wurde ihm die Veröffentlichung seiner Forschungsergebnisse untersagt. Bis 1945 betätigte er sich als freier Schriftsteller.
Ende der 1930er Jahre versuchte Rathjens, der jüdischen Islamwissenschaftlerin Hedwig Klein zur Flucht aus Deutschland zu verhelfen und besorgte ihr eine Anstellung in Indien. Die Flucht scheiterte, da das Schiff, auf dem sich Klein befand, kurz vor Ausbruch des Zweiten Weltkriegs von Antwerpen nach Hamburg zurückbeordert wurde. Anfang 1940 wurde Rathjens für einen Monat im KZ Fuhlsbüttel inhaftiert, aber nach einer Intervention des jemenitischen Botschafters wieder entlassen, blieb jedoch unter Polizeiaufsicht. Hedwig Klein wurde 1942 nach Auschwitz deportiert und ermordet, ebenso ihre Schwester, ihre Mutter und ihre Großmutter.
„In einem für seine Zeit ungewöhnlichen Akt des Erinnerns“ wurde Rathjens, der von dem Schicksal Kleins sehr betroffen war, im Sommer 1947 auf seinen Wunsch hin vom Amtsgericht Hamburg als Abwesenheitspfleger von Hedwig Klein eingesetzt. Er ließ ihre Doktorarbeit in 56 Exemplaren drucken und setzte sich dafür ein, dass sie posthum zum „Doktor der Philosophie“ erklärt wurde. Rathjens „tatkräftiger und mutiger Einsatz“ sei zu rühmen, schrieb Freimark 1991, sein Wirken in dieser Angelegenheit habe allerdings bisher keinerlei Anerkennung gefunden.
1946 wurde Carl August Rathjens Honorarprofessor für Geographie an der Universität Hamburg. 1952 unternahm er gemeinsam mit seinem Assistenten Erhard Gabriel in einem VW Käfer seine letzte große Reise nach Syrien und in den Irak. 1955 wurde er mit der Carl-Ritter-Medaille der Gesellschaft für Erdkunde zu Berlin ausgezeichnet.

## Publikationen
- Die Juden in Abessinien, Hamburg 1921.
- Vorislamische Altertümer, Hamburg 1932.
- Mit Hermann von Wissmann: Landeskundliche Ergebnisse [einer Südarabienreise]. Hamburg 1934.
- Die Pilgerfahrt nach Mekka. Von der Weihrauchstrasse zur Ölwirtschaft, Hamburg 1948.
- Sabaeica. 3 Bände von 1953–1966. Hamburg.